# Helloween
Helloween (от англ. hell — «ад» и Halloween) — немецкая пауэр-метал-группа. Считаются одними из основоположников пауэр-метала, а их второй и третий студийные альбомы, Keeper of the Seven Keys, Pt. 1 и Keeper of the Seven Keys, Pt. 2 считаются одними из шедевров жанра. Впервые под этим названием (Helloween) музыканты выступили в 1984 году. Единственные участники, оставшиеся в группе с того момента и до нынешнего времени — Михаэль Вайкат и Маркус Гросскопф. С 1989 года состав несколько раз менялся. В связи со сменой вокалистов в истории группы обычно выделяют «эпоху Хансена» (1984—1986), «эпоху Киске» (1987—1993), «эпоху Дериса» (1994—2016) и эпоху «Pumpkins United» (воосоединение со всеми тремя вокалистами, с 2016).

## История
История группы Helloween начинается с 1983 года. Но уже в 1980 году основные персонажи этой ещё не рождённой команды объединились в составе группы Gentry, основанной Каем Хансеном и Питом Зилком. После нескольких пертурбаций с составом в группе появились двое новых музыкантов, Маркус Гросскопф и Инго Швихтенберг. В том же 1980 году группа была переименована в Second Hell, затем в 1982 году в Iron Fist (в честь одноимённой песни группы Motörhead). В 1983 году новым гитаристом вместо отбывшего в США Зилка стал Михаэль Вайкат. В том же году группа обретает своё новое имя — Helloween, в котором обыгрывались слова «Hell» (ад) и «Halloween» (праздник Хэллоуин). Однако, существует мнение, что название группы связано с ошибкой в написании слова Halloween и было одобрено первоначальным составом группы именно в таком виде. С этим именем коллектив и вошёл в историю рок-музыки. В тот же период две демо-записи Helloween вошла в сборник «Death Metal» вместе с композициями трёх других немецких/швейцарских хеви-метал групп: Running Wild, Hellhammer (будущий Celtic Frost) и Dark Avenger. В 1985 году группа издала пробный мини-альбом Helloween, а затем и полноформатный диск Walls of Jericho. Музыка Helloween с самого начала отличалась от традиционного хеви-метал большей скоростью, что позволяет относить ранние альбомы к жанру спид-метал.
По мере экспериментов Каю становилось всё труднее играть сложные гитарные партии и петь одновременно, поэтому группа начала искать вокалиста с подходящим вокальным диапазоном. Вскоре состав пополнился 18-летним Михаэлем Киске, который обладал оригинальной манерой пения, близкой к манере Джеффа Тейта из Queensrÿche (Кай же сконцентрировался на гитарной игре). В новом составе группа приобрела широкую известность в музыкальном мире благодаря альбомам Keeper of the Seven Keys, Pt. 1 и Keeper of the Seven Keys, Pt. 2, выпущенным в 1987 и 1988 годах. Эти альбомы иногда называют первыми пауэр-метал альбомами в истории метал музыки.
Успех был омрачён напряжённостью между музыкантами, в результате чего в 1989 году группу оставил один из её основателей, Кай Хансен, дабы основать группу Gamma Ray, развивающую стиль, отработанный им в Helloween. Хансена заменил гитарист-виртуоз Роланд Грапов, ранее игравший в группе Rampage.
В отсутствие Кая у Helloween начались проблемы с продюсерами. Их альбомы начала 1990-х годов Pink Bubbles Go Ape и Chameleon, в котором группа начала музыкальные эксперименты, продавались значительно хуже Keepers. Chameleon вызвал настоящий шок для преданных фанатов жанра, а также для продюсеров, с которыми группа планировала работать. Проблемы с составом продолжались: ударник Инго Швихтенберг был уличён в употреблении наркотиков и на фоне обнаруженной у него шизофрении уволен из группы в 1993 году. В конце того же 1993 года был уволен и вокалист Михаэль Киске. Главной причиной этого был личный конфликт Киске с гитаристом Вайкатом, а затем и с Роландом. «Когда Инго заболел, и Вайкат ввёл в группу другого барабанщика (Ули Куш), он настроил и его против меня. Эти интриги становились всё хуже и хуже, пока я наконец не сказал небрежно Роланду, что больше не могу терпеть это — атмосфера в группе была просто испорчена. Я намекнул, что надеюсь на возвращение Инго, и как результат, создание нормального климата внутри группы. Я попросил Роланда, сохранить этот разговор в тайне — я не хотел, чтобы об этом все знали. К сожалению, он разболтал это каждому и в результате меня выгнали из группы» — рассказывает Михаэль Киске в 1995 году на интервью для журнала Rock Hard.
Вайкат, Грапов и Гросскопф тем временем назначили новым вокалистом Энди Дериса из Pink Cream 69. Новый состав оказался более стабильным: просуществовав до 2000 года, он записал более успешные, чем работы 1990-х годов, альбомы Master of the Rings, The Time of the Oath (посвящённый памяти Инго), Better Than Raw и The Dark Ride, а также концертный альбом и альбом каверов.
В 2000 году в группе назрел очередной раскол. В 2001 году Роланд Грапов и Ули Куш были уволены Михаэлем Вайкатом по причине разногласий по поводу альбома The Dark Ride и вплотную занялись новой командой, Masterplan. Новым гитаристом стал Саша Герстнер. Постоянного ударника у Helloween не было до 2005 года, альбом Rabbit Don’t Come Easy был записан с ударником группы Motörhead, а в живую группа выступала с постоянно меняющимися сессионными барабанщиками. Наконец, к группе присоединился Дани Лёбле из Rawhead Rexx.
В 2005 году вышел на двух дисках альбом Keeper of the Seven Keys: The Legacy, заявленный как продолжение первых Keepers и сразу попавший на высокие места в рейтингах продаж. Альбом сопровождался двумя синглами: «Mrs. God» и «Light the Universe». Песня «Light the Universe» была записана дуэтом с вокалисткой Кэндис Найт из Blackmore’s Night, с её участием группа также сняла видеоклип.
В 2007 году группа записала альбом Gambling with the Devil, вобравший в себя черты всей «эпохи Дериса». С материалом нового альбома осенью 2007 года группа начала совместный Hellish Tour вместе с Gamma Ray.
В 2009 году вышел диск Unarmed — Best of 25th Anniversary в честь 25-летия группы. На данном диске представлены переработанные версии классических хитов группы. Здесь можно встретить акустические версии старых и новых хитов — «Future World», «If I Could Fly» и других, а также две оркестровые обработки — «The Keeper’s Trilogy» и «A Tale that Wasn’t Right». На композиции «The Keeper’s Trilogy» стоит остановиться отдельно, она представляет собой 17-минутный микс из трёх эпических песен — «Halloween», «The Keeper of the Seven Keys» и «The King for 1000 Years», ещё раз, как и в альбоме 2005 года, связавший воедино три Keepers. На официальном сайте альбом Unarmed — Best of 25th Anniversary находится в основной дискографии (то есть не рассматривается как альбом каверов или компиляция).
Новый альбом, который получил название 7 Sinners, вышел 31 октября 2010 года. 12 сентября в сеть были выложены 30-секундные семплы альбома. 22 сентября вышел сингл «Are You Metal?». 18 января 2013 года группа выпустила новый альбом Straight Out of Hell.
29 мая 2015 года вышел альбом My God-Given Right.
В 2016 году группа объявила о воссоединении с участниками классического состава Helloween Каем Хансеном и Михаэлем Киске для проведения реюнион-тура «Pumpkins United». В связи с этим был переработан официальный сайт группы, а также было выпущено официальное видео в поддержку предстоящего тура.
13 октября 2017 года был выпущен сингл «Pumpkins United», записанный в новом составе группы с Михаэлем Киске и Каем Хансеном, которые приняли участие в записи как вокалисты.
Концертный тур «Pumpkins United» прошёл с конца 2017 по конец 2018 года и стал одним из самых масштабных за всю историю группы по количеству посещённых стран и городов. В нём приняли участие, помимо основного состава, Михаэль Киске и Кай Хансен. По словам Роланда Грапова и Ули Куша, им не поступило ни одного предложения принять участие в записи или концертах реюниона, а участники Helloween избегают общения с ними. Роланд использовал песни Helloween своего авторства и перезаписал некоторые из них для своей группы Masterplan в 2017 году.
Спустя шесть лет после релиза предыдущего студийного альбома, 18 июня 2021 года вышел альбом под названием Helloween. Релиз альбома откладывался в течение года из-за пандемии COVID-19. Это первая студийная работа группы в составе реюниона «Pumpkins United».

## Состав
| - Михаэль Вайкат — гитара (1983 — наши дни) - Маркус Гросскопф — бас-гитара (1982 — наши дни) - Кай Хансен — вокал (1982—1986, 2017 — наши дни), гитара (1982—1989, 2017 — наши дни) - Михаэль Киске — вокал (1987—1993, 2017 — наши дни) - Анди Дерис — вокал (1994 — наши дни) - Саша Герстнер — гитара (2002 — наши дни) - Дани Лёбле — ударные (2005 — наши дни) | - Инго Швихтенберг — ударные (1982 — 1993) - Роланд Грапов — гитара (1989 — 2001) - Ули Куш — ударные (1994 — 2001) | - Ричи Абдель Наби — ударные (1993) - Марк Кросс — ударные (2002) - Микки Ди — ударные (2002) - Штефан Шварцманн — ударные (2002 — 2005) |

## Дискография

### Студийные альбомы
- 1985 — Walls of Jericho
- 1987 — Keeper of the Seven Keys, Pt. 1
- 1988 — Keeper of the Seven Keys, Pt. 2
- 1991 — Pink Bubbles Go Ape
- 1993 — Chameleon
- 1994 — Master of the Rings
- 1996 — The Time of the Oath
- 1998 — Better Than Raw
- 2000 — The Dark Ride
- 2003 — Rabbit Don’t Come Easy
- 2005 — Keeper of the Seven Keys: The Legacy
- 2007 — Gambling with the Devil
- 2010 — 7 Sinners
- 2013 — Straight Out of Hell
- 2015 — My God-Given Right
- 2021 — Helloween
- 2025 — Giants & Monsters

Также в дискографию входят 5 концертных альбомов, 8 сборников, 31 сингл и 6 видеоклипов.